# Gibraleón
Gibraleón is een gemeente in de Spaanse provincie Huelva in de regio Andalusië met een oppervlakte van 328 km². In 2007 telde Gibraleón 11.794 inwoners.

## Demografische ontwikkeling
Bron: INE; 1857-2011: volkstellingen